# Pier Francesco da Viterbo

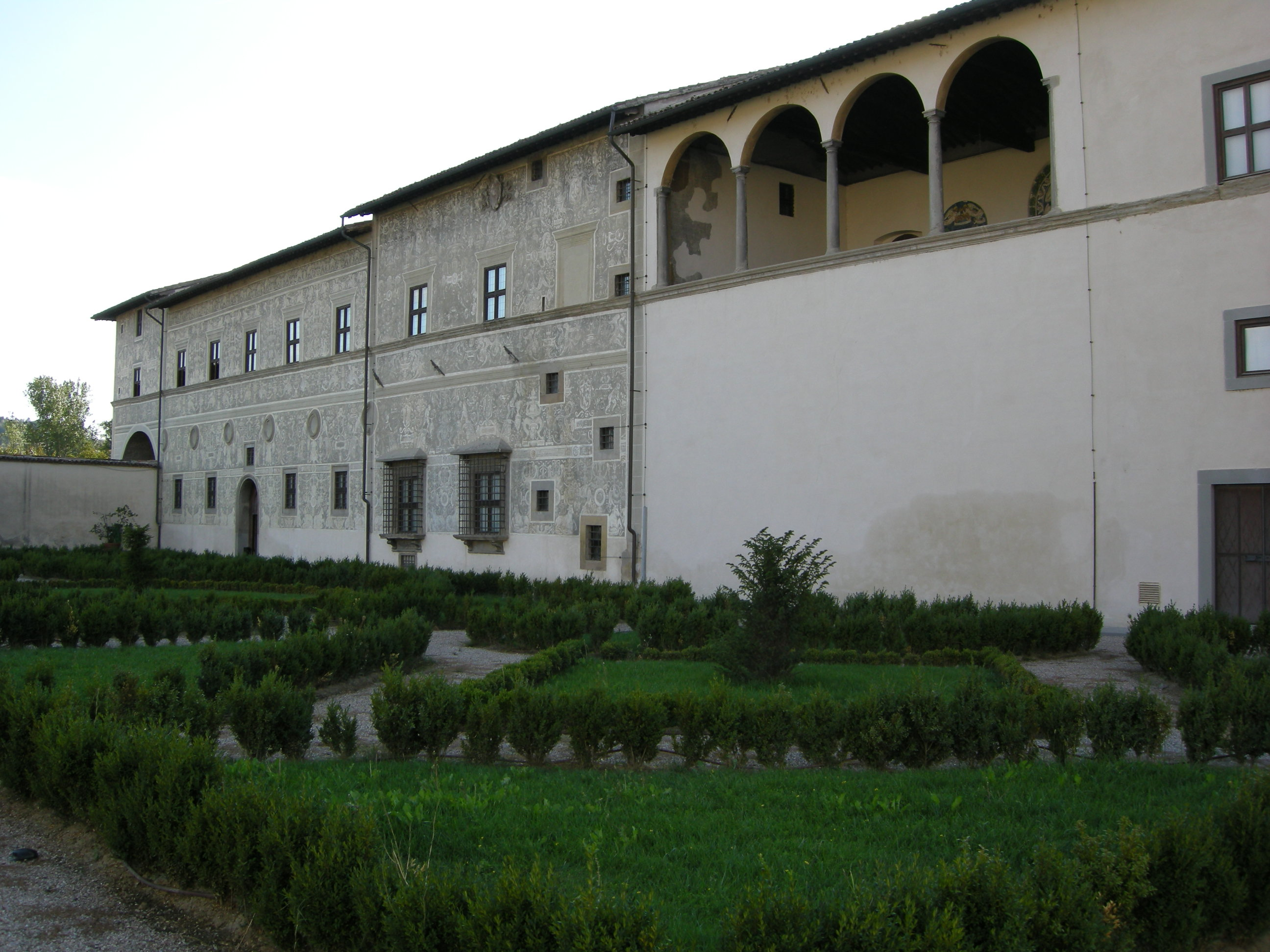
Palazzo Vitelli alla Cannoniera.

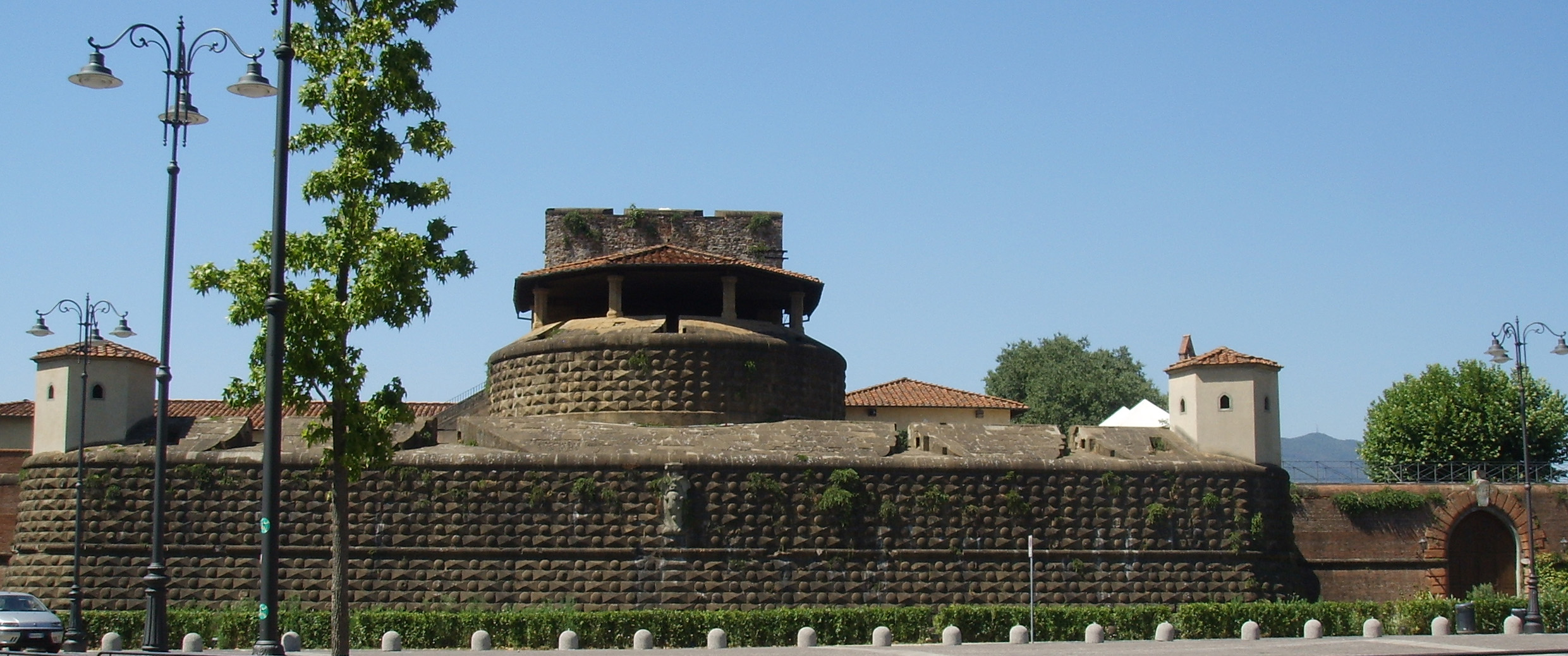
Fortezza da Basso (Vue depuis la Via Faenza).

Pier Francesco da Viterbo (Viterbe, v. 1470, - Florence, v. 1535) est un architecte italien de la Renaissance qui fut actif au début du Cinquecento (le XVIe siècle italien).

## Biographie
Pier Francesco da Viterbo est un architecte italien connu pour ses fortifications militaires. D'abord au service du pape Clément VII, il a par la suite dirigé la construction des fortifications « à terre » de Venise, participé à la fortification de Vérone (1525), Lodi (1526), Padoue (1526), Florence (1534), Pesaro et Senigallia avant de passer au service du pape Paul III.
Cité plusieurs fois par Giorgio Vasari, il a, à diverses reprises, collaboré avec Antonio da Sangallo le Jeune.

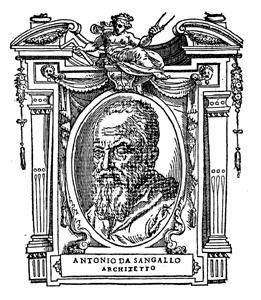
Son portrait gravé dans Le Vite de Vasari.

## Principales œuvres
- Palazzo Vitelli alla Cannoniera, (1521), avec Antonio da Sangallo le Jeune, Città di Castello.
- Forteresse de Basso, (1534 - 1537), avec Antonio da Sangallo le Jeune, Florence.

## Sources
- Voir Notes et références.